# Département de Gualeguay
Le département de Gualeguay est une des 17 subdivisions de la province d'Entre Ríos, en Argentine. Son chef-lieu est la ville de Gualeguay.
Le département a une superficie de 7 178 km2. Il est bordé à l'ouest par le département de Victoria, au nord par les départements de Nogoyá et de Tala, au sud par la province de Buenos Aires et à l'est par les départements de Gualeguaychú et de Islas del Ibicuy.
Sa population s'élevait à 48 147 habitants au recensement de 2001.

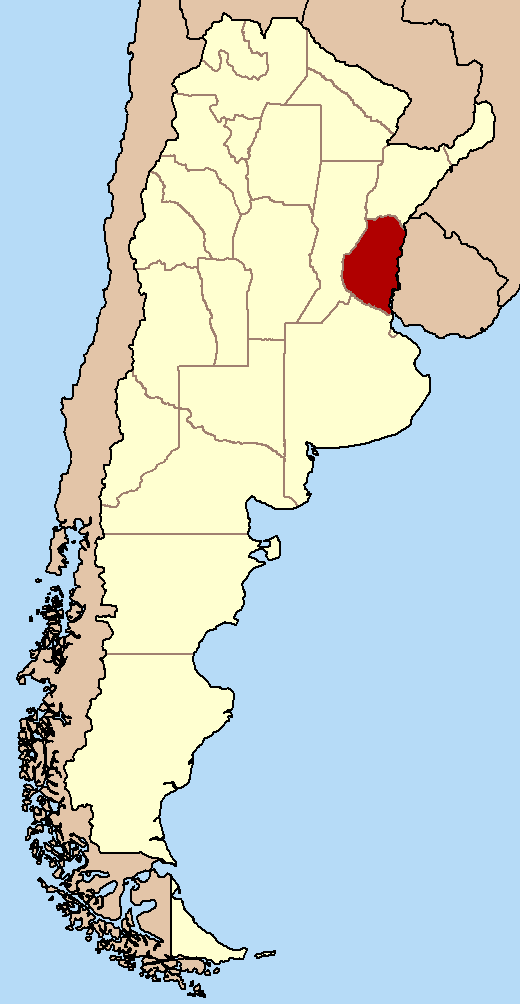
Localisation de la province d'Entre Ríos en Argentine.

## Villes et localités du département
- Aldea Asunción
- Estación Lazo
- Gualeguay, chef-lieu
- General Galarza